# アンドレアス・ホモキ
アンドレアス・ホモキ（ドイツ語: Andreas Homoki、1960年2月16日 - ）は、西ドイツ・マール生まれのハンガリー系ドイツ人のオペラ演出家、インテンダント（芸術総監督）。

## 経歴
ブレーメンの高校を卒業した後、1979年から1987年までベルリン工科大学及びベルリン芸術大学で音楽教育とドイツ文学を学ぶ。在学中、ハリー・クプファーのいくつかの作品で演出家としてインターンシップを経験した。1987年から1993年までは、ケルン市立歌劇場（英語版）の演出助手およびイブニング・ディレクターを務めた。
彼の最初の演出活動は、ケルン音楽大学のオペラ学校での教育活動の一環として1988年に始まっている（1992年まで）。彼の国際的なキャリアは、アシスタント時代の1992年にジュネーブで演出した1992/1993シーズン開幕のリヒャルト・シュトラウス『影のない女』のセンセーショナルな成功から始まった。この作品は、業界誌 Opernwelt（英語版）の月間最優秀作品に選ばれただけでなく、1994年にはパリのシャトレ座でも上演され、フランス批評家賞を受賞した。彼は1993年以降2002年までフリーランスの演出家として活動し、ヨーロッパを中心に、ハンブルク州立歌劇場でのヴェルディ『リゴレット』、デンマーク王立歌劇場でのモーツァルト『ドン・ジョヴァンニ』、バーゼル歌劇場でのリヒャルト・シュトラウス『エレクトラ』、バイエルン州立歌劇場でのリヒャルト・シュトラウス『アラベラ』、日本での公演（後述）など、多くのオペラハウスで公演を行っている。
2002年よりハリー・クプファーの後任としてベルリン・コーミッシェ・オーパーの主席演出家に就任、加えて2003年からはインテンダント（芸術総監督）を兼任していた。2007年、ベルリン・コーミッシェ・オーパーは Opernwelt から年間最優秀オペラ座に選ばれた。
2012/13年シーズンより、チューリヒ歌劇場のインテンダントにアレクサンダー・ペレイラ（ドイツ語版）の後任として就任した。ワーグナー『さまよえるオランダ人』（ミラノ・スカラ座およびオスロ・ノルウェー国立歌劇場との共同制作）、ショスタコーヴィチ『ムツェンスク郡のマクベス夫人』、ベートーヴェン『フィデリオ』、マルティヌー『ジュリエッタ（英語版）』のほか、ワーグナー『ローエングリン』（ウィーン国立歌劇場との共同制作）、ヴェルディ『ルイザ・ミラー』（ハンブルク州立歌劇場との共同制作）、ベルク『ヴォツェック』、フレデリック・ロウ『マイ・フェア・レディ』（ベルリン・コーミッシェ・オーパーとの共同制作）、ベッリーニ『清教徒』などを上演している。2021年4月には、チューリッヒ歌劇場でオッフェンバック『ホフマン物語』が公開された。COVID-19パンデミックの規制のため、プレミアはライブストリーミングで行われた。
アンドレアス・ホモキは1999年からベルリン芸術アカデミーの会員である。

## 演出作品（主なもの）
- 1988, Bastien und Bastienne, Oslo Sommeropera
- 1991, Il trovatore, Wellington City Opera Neuseeland
- 1992, Die Frau ohne Schatten, Grand Théâtre de Genève
- 1993, Cavalleria rusticana / Pagliacci, Staatstheater Mainz
- 1993, Madama Butterfly, Aalto-Theater Essen
- 1994, Das Schloss, Staatstheater Hannover
- 1994, Der Wildschütz, Oper Köln
- 1994, Rigoletto, Staatsoper Hamburg
- 1994, Simone Boccanegra, Theater Freiburg
- 1995, Tristan und Isolde, Staatstheater Wiesbaden
- 1995, Orfeo ed Euridice, Grand Théâtre de Genève
- 1995, Die Zauberflöte, Oper Köln
- 1996, Falstaff, Komische Oper Berlin
- 1996, Idomeneo, Staatsoper München
- 1996, Don Giovanni, Königliche Oper Kopenhagen
- 1996, La traviata, Oper Leipzig
- 1997, Elektra, Oper Basel
- 1997, Der Freischütz, Oper Köln
- 1997, Hänsel und Gretel, Deutsche Oper Berlin
- 1998, Die Liebe zu den drei Orangen, Komische Oper Berlin
- 1998, Il trovatore, Oper Bonn
- 1999, Carmen, Georges Bizet, De Nederlandse Opera
- 1999, Der Rosenkavalier, Theater Basel
- 1999, Macbeth (Verdi), Oper Leipzig
- 2000, Die lustige Witwe, Komische Oper Berlin
- 2000, Capriccio, Nederlands Opera Amsterdam
- 2001, Arabella, Staatsoper München
- 2001, Messa da Requiem, Theater Basel
- 2001, Aida, Staatstheater Hannover
- 2002, Manon Lescaut, Staatsoper München
- 2002, Lulu, Nederlands Opera Amsterdam
- 2002, Die verkaufte Braut, Komische Oper Berlin
- 2002, Eine florentinische Tragödie / Der Zwerg, Komische Oper Berlin
- 2003, Die Csárdásfürstin, Komische Oper Berlin
- 2003, Die Hochzeit des Figaro, New National Theatre Tokyo
- 2004, Tannhäuser, Théâtre du Châtelet Paris
- 2004, Roméo et Juliette, Staatsoper München
- 2004, Turandot, Semperoper, Dresden
- 2005, Eugen Onegin, Komische Oper Berlin
- 2005, Königskinder, Bayerische Staatsoper, München
- 2006, Der Rosenkavalier, Komische Oper Berlin
- 2006, Der goldene Hahn, Komische Oper Berlin
- 2006, Aufstieg und Fall der Stadt Mahagonny, Komische Oper Berlin
- 2007, La fanciulla del West, New National Theatre Tokio
- 2007, Die Fledermaus, Komische Oper Berlin
- 2008, La Bohème, Komische Oper Berlin
- 2008, Robin Hood (Frank Schwemmer, UA), Komische Oper Berlin
- 2008, Von heute auf morgen (Schönberg) / Pagliacci, Teatro la Fenice
- 2009, Hamlet (Christian Jost, UA), Komische Oper Berlin
- 2009, La traviata, Semperoper Dresden
- 2010, Die Meistersinger von Nürnberg, Komische Oper Berlin
- 2011, Faust (Gounod), Hamburgische Staatsoper
- 2011, Das schlaue Füchslein, Komische Oper Berlin
- 2012, David et Jonathas, Festival d'Aix-en-Provence
- 2012, Der fliegende Holländer, Opernhaus Zürich
- 2013, Lady Macbeth von Mzensk, Opernhaus Zürich
- 2013, Fidelio, Opernhaus Zürich
- 2014, Lohengrin, Wiener Staatsoper / Opernhaus Zürich
- 2014, Luisa Miller, Hamburgische Staatsoper
- 2015, Juliette, Opernhaus Zürich
- 2015, Wozzeck, Opernhaus Zürich
- 2015, My Fair Lady, Komische Oper Berlin
- 2016, Turandot, Den Norske Opera & Ballett Oslo
- 2016, I puritani, Opernhaus Zürich
- 2017, Médée, Opernhaus Zürich
- 2017, Das Land des Lächelns, Opernhaus Zürich
- 2018, La forza del destino, Opernhaus Zürich
- 2018, Sweeney Todd, Opernhaus Zürich
- 2019, Nabucco, Opernhaus Zürich
- 2020, Iphigénie en Tauride, Opernhaus Zürich

## 日本での演出活動
昭和音楽大学オペラ情報センターの記録による。
- 1996年5月 ハンブルク国立歌劇場 愛知県芸術劇場大ホール ヴェルディ『リゴレット』[5]
- 1996年6月 ハンブルク国立歌劇場 東京文化会館大ホール ヴェルディ『リゴレット』[5]
- 2003年10月 新国立劇場 新国立劇場 モーツァルト『フィガロの結婚』
- 2003年10月 新国立劇場 富山・オーバードホール モーツァルト『フィガロの結婚』[6]
- 2005年4月 新国立劇場 新国立劇場 モーツァルト『フィガロの結婚』[7]
- 2007年4月 新国立劇場 新国立劇場 プッチーニ『西部の娘』[8]
- 2007年10月 新国立劇場 新国立劇場 モーツァルト『フィガロの結婚』[9][10]
- 2008年2月 びわ湖ホール、神奈川県民ホール、東京二期会の共同公演 びわ湖ホール リヒャルト・シュトラウス『ばらの騎士』[11]（2006年4月にベルリン・コーミッシェ・オーパーにて新制作されたプロダクション）
- 2008年3月 神奈川県民ホール、びわ湖ホール共同制作、東京二期会 神奈川県民ホール大ホール リヒャルト・シュトラウス『ばらの騎士』（2006年4月にベルリン・コーミッシェ・オーパーにて新制作されたプロダクション）[12]
- 2010年3月 びわ湖ホール・神奈川県民ホール共同制作 東京二期会共催 びわ湖ホール プッチーニ『ラ・ボエーム』[13]
- 2010年10月 新国立劇場 新国立劇場 モーツァルト『フィガロの結婚』[14]
- 2013年10月 新国立劇場 新国立劇場 モーツァルト『フィガロの結婚』[15]
- 2017年4月 新国立劇場 新国立劇場 モーツァルト『フィガロの結婚』[16]
- 2017年11月 NISSAY OPERA 2017提携 東京二期会オペラ劇場 ベルリン・コーミッシェ・オーパーとの提携公演 日生劇場 ヨハン・シュトラウス2世『こうもり』[17]